# 7-Zip
7-Zip – wieloplatformowy archiwizer o otwartym kodzie źródłowym. Rozpowszechniany jest na licencji LGPL.
7-Zip, obok znanych formatów archiwizacji (m.in. bzip2, gzip, RAR, tar, WIM, xz, ZIP), obsługuje również swój własny format 7z, który charakteryzuje się wyjątkowo dużym stopniem kompresji.
Interfejs programu został przetłumaczony na 87 języków, w tym również na język polski.

## Funkcje
Program ma wbudowany menedżer plików, który obsługuje widok 2 paneli, co pozwala na używanie go jako prostego ortodoksyjnego menedżera plików. Potrafi on także tworzyć samorozpakowujące się archiwa dla formatu 7z. Integruje również swoje menu z powłoką systemu Windows.

## Zalety i wady
Zaletami programu są: szybka dekompresja, bezproblemowa praca z archiwami o rozmiarach powyżej 2 GB czy obsługa bardzo dużych plików (do 16 000 000 000 GB).
Główną wadą jest długi czas archiwizacji, gdy ustawiony został stopień kompresji maksymalny lub ultra. Można jednak w ten sposób osiągnąć znacznie lepszy stopień kompresji.

## Dostępność
Przez wiele lat 7-Zip dostępny był jedynie dla systemu Windows, lecz obecnie wspierane są również systemy macOS oraz Linux.
W sierpniu 2004 pojawił się projekt „p7zip”, przenoszący ten program (bez graficznego interfejsu użytkownika) na systemy uniksopodobne (m.in. Linux, Solaris, OpenBSD, FreeBSD, macOS). Istnieje też port dla systemu MorphOS.
Dostępna jest również wtyczka do FAR Managera.